# هربرت پرینس
هربرت پرینس (انگلیسی: Herbert Prince; ۱۴ ژانویهٔ ۱۸۹۲ – ۱۲ ژانویهٔ ۱۹۸۶) بازیکن فوتبال اهل انگلستان بود.
وی همچنین در تیم فوتبال المپیک بریتانیای کبیر بازی کرده‌است.